# Pedro de Zúñiga y Manrique de Lara
Pedro de Zúñiga y Manrique de Lara (1430 - 1484), noble castellano de la Casa de Zúñiga, II conde de Bañares, I conde de Ayamonte, capitán en la frontera de Portugal, justicia mayor de Castilla. Primogénito de Álvaro de Zúñiga y Guzmán, I duque de Béjar, I duque de Plasencia, I conde de Bañares, fallecido cuatro años antes que su padre, por lo que no le sucedió.

## Filiación
Hijo de Álvaro de Zúñiga y Guzmán, II conde de Plasencia, I duque de Arévalo (revertido a la Corona), luego I duque de Plasencia y I duque de Béjar, I conde de Bañares, justicia mayor de Castilla y alguacil mayor de Castilla, Primer Caballero del Reino, y de su primera esposa Leonor Manrique de Lara y Castilla, hija de Pedro Manrique de Lara y Mendoza, VIII señor de Amusco, adelantado mayor de León, y de su esposa Leonor de Castilla.
Pedro contrajo matrimonio en Sevilla en 1454 con Teresa de Guzmán, hija de Juan Alonso Pérez de Guzmán, III conde de Niebla, I duque de Medina Sidonia, y de su prima hermana Elvira de Guzmán, Elvira era hija de Alonso Pérez de Guzmán, III señor de Ayamonte. Las capitulaciones matrimoniales y dote de arras fueron testadas el 27 de febrero de 1454. Pedro recibió en dote el señorío de Ayamonte, con las villas de Lepe y la Redondela. En su matrimonio tuvo cuatro varones y cuatro mujeres: 
- Álvaro de Zúñiga y Pérez de Guzmán, su primogénito y heredero de su abuelo, que se convertiría en II duque de Béjar y II duque de Plasencia
- Francisco de Zúñiga y Pérez de Guzmán, II conde de Ayamonte, elevado a I marqués de Ayamonte en 1525,[3]
- Antonio de Zúñiga y Guzmán, prior de Castilla en la Orden de San Juan de Jerusalén, virrey de Cataluña del 1523 al 1525
- Bernardo de Zúñiga y Guzmán, comendador de la Orden de Alcántara
- Leonor de Zúñiga y Guzmán, casada con Juan Alonso Pérez de Guzmán y de Ribera, V conde de Niebla, III duque de Medina Sidonia
- Juana de Zúñiga y Guzmán, casada con Carlos Ramírez de Arellano, II conde de Aguilar de Inestrillas
- Elvira de Zúñiga y Guzmán, casada con Esteban de Ávila y Toledo, II conde de Risco
- Isabel de Zúñiga y Guzmán, casada con Gonzalo Mariño de Ribera, alcaide de Bugía[4]

## La Guerra Civil 1465-1474
Pedro, siguiendo la política de su padre, procuró en 1465 alzar Sevilla a favor del príncipe Alfonso, ocupando el castillo de Triana, del que era alcaide el comendador Gonzalo de Saavedra, a lo que se opuso su suegro, Juan Alonso de Guzmán, I duque de Medina Sidonia, y lo obligó a desocupar el castillo. A insistencias  de su padre, Álvaro de Zúñiga y Guzmán, II conde de Plasencia, quien logró convencer a Juan Alonso de Guzmán, I duque de Medina Sidonia,  a Juan Ponce de León, II conde de Arcos y a Pedro Girón, maestre de la Orden de Calatrava, se levantó Sevilla por el príncipe Alfonso.
Entre el 21 al 25 de julio de 1470 surgieron disturbios en Sevilla ocasionados por la rivalidad entre Enrique de Guzmán, II duque de Medina Sidonia, ayudado por Pedro de Zúñiga, y Juan Ponce de León, II conde de Arcos. A intervención de personas piadosas y cristianas se logró pacificar a los contrayentes.
En 1473 se acordó salir de Sevilla a recuperar el castillo de Alanís, en poder desde 1472 de Juan Ponce de León, ya I marqués de Cádiz. El castillo de Alanís por su posición estratégica dominaba los caminos de Sevilla a Carmona y de Sevilla a Extremadura. El ataque al castillo se realizó por tres partes: el pendón de Sevilla con el duque de Medina Sidonia, la otra con Pedro de Zúñiga y la tercera con Fernando de Ribadeneyra, 24 de Sevilla. El castillo se tomó con la ayuda de Pedro Enríquez, adelantado de Andalucía. El marqués de Cádiz se retiró a Jerez y el duque de Medina Sidonia a Sevilla, pero sus gentes de armas siguieron haciéndose la guerra. Cuando los encuentros llegaron hasta las puertas de Sevilla, Pedro de Zúñiga y los hermanos del duque de Medina Sidonia, Pedro y Alonso de Guzmán pelearon con denuedo. Los hermanos del duque fueron heridos de muerte, a Pedro de Zúñiga le mataron el caballo, pero se libró de ser aprisionado.
El rey Fernando V "el Católico" salió de Valladolid el 4 de diciembre de 1475 en dirección a Burgos,  acompañado por el duque de Alba, el conde de Benavente, Gutierre de Cárdenas y Pedro de Zúñiga. Pedro pretendía le diesen la tenencia de la fortaleza de Burgos, en poder de su tío Iñigo López de Zúñiga y Avellaneda, y ofrecía dar pleito homenaje a los Reyes Católicos y correr por los gastos del sitio de la fortaleza. Después de un largo sitio de más de cuatro meses Iñigo López de Zúñiga entregó la fortaleza a los Reyes Católicos el 28 de enero de 1476.

## Capitán de la Frontera con Portugal
Los Reyes Católicos dieron a Pedro de Zúñiga y a Alonso de Cárdenas la dirección de la defensa de la frontera con Portugal. Cargo que tomaron a principios de 1476. 
La reina Isabel I "la Católica" por real orden del 23 de febrero de 1476 autoriza a Pedro de Zúñiga a sacar trigo de Andalucía libremente para todos los lugares de su guarnición en la frontera de Portugal. 
Por real provisión del 23 de noviembre de 1478 ordena la reina Isabel I a todas las ciudades, villas y lugares de Andalucía acudan cuando fueren requeridas por Pedro de Zúñiga, quien tiene cargo de impedir que los portugueses fortifiquen Lepe o Gibraleón, como parece pretenderlo.
Pedro de Zúñiga, I conde de Ayamonte, capitán de la frontera, pide por carta del 14 de septiembre de 1479 se haga información del pan que es menester para sus villas, que son puertos de mar en la frontera de Portugal.

## Familia, Disturbios, Herencia y Concesiones
Fue su ayo y maestro Mosén Diego de Valera, quien después fue cronista de los Reyes Católicos. Su padre Álvaro de Zúñiga y Guzmán, contrajo segundas nupcias en 1458 con su sobrina Leonor Pimentel de Zúñiga, hija de Juan Alonso Pimentel, conde de Mayorga. Leonor era una mujer de menor edad que su esposo, muy codiciosa, quien buscó medios para destruir a los hijos del primer matrimonio.
A instancias de Diego de Jerez se reconcilia Álvaro de Zúñiga, I duque de Arévalo, con su hijo Pedro en Plasencia en 1475. Pedro visita en diciembre de 1475 en Tordesillas a la reina Isabel "la Católica", quien le recibe con agrado, porque estima sus servicios, lealtad y constancia, y le suplica perdón por el yerro de su padre, que por su vejez y la codicia de su segunda esposa había cometido.
Los Reyes Católicos le concedieron en 1475, por los servicios prestados en la guerra civil, el título de I conde de Ayamonte. 
Los Reyes Católicos por real cédula de 1476 le hacen merced a Pedro de Zúñiga, I conde de Ayamonte, del oficio de Justicia Mayor de Castilla.
Por privilegio de los Reyes Católicos otorgado en Zamora el 12 de enero de 1476 confirman la merced otorgada a Pedro de Zúñiga, I conde de Ayamonte, como hijo de Álvaro de Zúñiga, I duque de Plasencia, de la posesión de la ciudad de Plasencia, provincia de Cáceres.
Los Reyes Católicos por escritura del 30 de enero de 1476 conceden a Pedro de Zúñiga, I conde de Ayamonte, unos bienes de su padre.
Por carta del 29 de julio de 1477 pide Pedro a la reina Isabel I "la Católica" que sean nulas las donaciones que se hagan de sus vasallos y fortalezas de su mayorazgo. y por carta del 2 de octubre de 1477 pide se le devuelvan los bienes de su mayorazgo.
La reina Isabel I "la Católica" por privilegio otorgado en Zamora le confirma el 14 de enero de 1478 un juro de 600 quintales de aceite.
El 9 de junio de 1478 recibió el príncipe Juan, primogénito de los Reyes Católicos, el bautismo en la Catedral de Sevilla. La ceremonia ofició el cardenal Pedro González de Mendoza. Pedro de Zúñiga participó en el cortejo, que después de la ceremonia tuvo lugar. Delante de Pedro iba un paje llevando una bandeja de plata, tan pesada, que Pedro tenía que ayudar a sostenerla. En ella iban las velas, el capillo y la ofrenda de oro. 
Recibió de su padre en 1480 el título de conde de Bañares.
Pedro de Zúñiga, II conde de Bañares, I conde de Ayamonte, otorgó testamento el 21 de julio de 1480.
Por escritura de 28 de mayo de 1482 Pedro de Zúñiga consiente la donación que su padre hizo de los señoríos y villas de Burguillos y Capilla, provincia de Badajoz, a favor de su mujer Leonor Pimentel y jura no proceder contra ella.